# Euphorbia amarifontana
Euphorbia amarifontana ist eine Pflanzenart aus der Gattung Wolfsmilch (Euphorbia) in der Familie der Wolfsmilchgewächse (Euphorbiaceae).

## Beschreibung
Die sukkulente Euphorbia amarifontana bildet kleine Sträucher mit sehr dichter Verzweigung bis in 30 Zentimeter Höhe oder höher aus. Die Zweige werden bis 4 Millimeter dick. Die weiter oben stehenden Verzweigungen sind gegenständig und ausgebreitet mit einem Internodienabstand von 1,8 bis 5 Zentimeter. Es werden sehr vereinfachte Blätter ausgebildet, die in der Regel lange haltbar sind.
Die Blüten erscheinen als dicht stehende Cymen die fast sitzend sind. Es werden 0,7 Millimeter große Brakteen ausgebildet und die Cyathien erreichen 1,5 Millimeter im Durchmesser. Die Nektardrüsen sind länglich. Früchte und Samen sind nicht bekannt.

## Verbreitung und Systematik
Euphorbia amarifontana ist in Südafrika in der Provinz Westkap verbreitet.
Euphorbia amarifontana gehört zur Sektion Articulofruticosae der Untergattung Chamaesyce. Die Erstbeschreibung der Art erfolgte 1915 durch Nicholas Edward Brown.
Ein nomenklatorisches Synonym ist Tirucallia amarifontana (N.E.Br.) P.V.Heath (1996). Peter V. Bruyns behandelte die Art 2012 als Synonym von Euphorbia rhombifolia.